# 埃默森 (北卡羅萊納州)
埃默森（英語：Emerson）是位於美國北卡羅萊納州布拉登縣的非建制地區。

## 歷史
埃默森的郵局自1891年營運至今。

## 地理
埃默森所處的海拔為高於海平面29米（即95英呎），而該地所採用的時區為UTC-5，即北美东部时区（EST）。同時該地設有夏令時間，為UTC-5調快一小時，即UTC-4（EDT）。